# Нелюдь (фильм)
«Нелюдь» — советский художественный фильм Юрия Иванчука по сценарию Аркадия Вайнера.

## Сюжет
Председательница горисполкома Зоя Михайловна Шерстобитова становится жертвой преступников, которые похищают её сына-подростка. За расследование принимается начальник уголовного розыска Плужников, однако свою деятельность он вынужден держать в секрете: похитители предупредили мужа Шерстобитовой, что, если тот обратится в милицию, ребёнок погибнет...

## В ролях
| Актёр               | Роль                        |
| ------------------- | --------------------------- |
| Людмила Гурченко    | Зоя Михайловна Шерстобитова |
| Борис Невзоров      | Сергей                      |
| Сергей Никоненко    | Игорь Плужников             |
| Александр Михайлов  | Алексей Волохов             |
| Сергей Чекан        | Строев                      |
| Александр Яковлев   | «Валет» / Вячеслав Нарыжный |
| Андрей Гусев        | Шарабан                     |
| Екатерина Жемчужная | гадалка                     |
| Аркадий Вайнер      | Ощурков                     |
| Серёжа Селиванов    | Андрей Плужников            |
| Георгий Николаенко  |                             |

## История создания
Первоначально режиссёром фильма должен был стать Виктор Аристов, однако из-за возникших разногласий Аркадий Вайнер прекратил с ним сотрудничество. Позаимствовав из вайнеровского сценария мотив похищения ребёнка у крупной чиновницы, Аристов написал свой собственный сценарий, на основе которого снял фильм «Сатана».

## Критика
Критики и киноведы отнеслись к фильму довольно сдержанно. Александр Фёдоров сопоставил его с вышедшим в том же году «Сатаной» и пришёл к выводу, что у Людмилы Гурченко «был материал для создания интересного, неоднозначного характера», но «она почему-то сыграла вполсилы» (в отличие от Светланы Брагарник, исполнившей аналогичную роль в фильме «Сатана»). Основное же достоинство «Нелюдя», как писал Фёдоров в своём обзоре, заключалось в том, что кинокартина, в отличие от многих других криминальных драм, делала акцент «не на погонях и перестрелках, а на моральной ситуации в семье»: несчастье, постигшее главную героиню, можно было трактовать как «жестокое возмездие за материнские грехи».